# 59.ª Brigada Mixta (Ejército Popular de la República)
La 59.ª Brigada Mixta fue una unidad del Ejército Popular de la República creada durante la Guerra Civil Española.  Llegó a operar en los frentes de Teruel y Ebro, teniendo una actuación relevante durante la contienda.

## Historial
Primera etapa
La unidad fue creada en enero de 1937, en el frente de Teruel, a partir de la militarización de la columna «del Rosal»; quedó integrada a la 42.ª División del XIII Cuerpo de Ejército. El mando de la nueva brigada recayó en el mayor de milicias José Neira Jarabo, con el anarquista Sigfrido Canut Martorell como comisario político.
Desplegada en el sector de los Montes Universales, en el mes de julio tomaría parte en la batalla de Albarracín. Posteriormente la 59.ª BM sería desplegada al norte de Teruel, cubriendo el flanco Norte del frente republicana en Santa Bárbara de Celadas. El comienzo de la batalla del Alfambra fue atacada por las fuerzas franquistas, el 5 de febrero de 1938, forzando su retirada en todo el frente que defendía. El ataque enemigo produjo un quebrante en la unidad, que sufrió abundantes bajas. Dos días después, el 7 de febrero, los restos de la brigada se lograron concentrar en Peralejos, retirándose tras el rio Alfambra. La 59.ª BM sería disuelta.
Segunda etapa
A finales de 1938 la 59.ª Brigada Mixta fue recreada de nuevo dentro de la 42.ª División, a partir de fuerzas de Infantería de Marina.
La noche del 25 al 26 de julio la unidad se concentró al este de la población de Mora la Nueva. Al día siguiente pasó el Ebro por el sector de Ribarroja-Fayón, alcanzando la línea que iba desde Els Auts, el cruce de la carretera de Maella a Fraga y la desembocadura del río Matarraña. Sin embargo, el 6 de agosto hubo de abandonar la llamada «bolsa de Fayón-Mequinenza» y regresar a la otra orilla. En comparación con las otras brigadas de la división (226.ª y 227.ª), la 59.ª BM era la que menor desgaste había sufrido. Tras ser sometida a una reorganización, hacia el 14 de septiembre regresó al frente y relevó a efectivos de la 3.ª División en la Sierra de Cavalls. Entre el 8 y el 20 de octubre hubo de hacer frente a potentes asaltos enemigos, debiendo abandonar sus posiciones; tras quedar roto el frente, el 5 de noviembre 59.ª BM perdió la población de Miravet y dos días después hubo de retirarse de Mora de Ebro. Finalmente, el 12 de noviembre volvería a cruzar el río.
Tras el comienzo de la ofensiva franquista en Cataluña la brigada fue enviada al sector de la Sierra de la Llena para intentar frenar el avance de la 13.ª División franquista. Poco después sería adscrita a la reserva del XV Cuerpo de Ejército, pero no tardaría en volver a verse envuelta en los combates del frente del Segre. Durante el resto de la campaña la 59.ª BM continuaría retrocediendo hacia el norte, hacia la frontera francesa, la cual cruzaría el 9 de febrero por el puesto de Port-Bou.

## Mandos
Comandantes en jefe
- Mayor de milicias José Neira Jarabo;
- Mayor de milicias Eduardo García;[6]

Comisarios políticos
- Sigfrido Canut Martorell,[7] de la CNT;